# Masayuki Ito
Masayuki Ito (伊藤 雅雪, Itō Masayuki) est un boxeur japonais né le 19 janvier 1991 à Tokyo.

## Carrière
Passé professionnel en 2009, il remporte le titre vacant de champion du monde des poids super-plumes WBO le 28 juillet 2018 en battant aux points Christopher Diaz. Ito conserve son titre le 30 décembre 2018 en battant par arrêt de l'arbitre au 7e round Evgeny Chuprakov puis perd à son tour aux points contre l'Américain Jamel Herring le 25 mai 2019.